# Мускусные черепахи
Мускусные черепахи (Sternotherus) — род иловых черепах.
Род включает четыре вида пресноводных черепах, обитающих на юге и юго-востоке США.
Один из видов — Sternotherus depressus включён в Красную книгу МСОП.

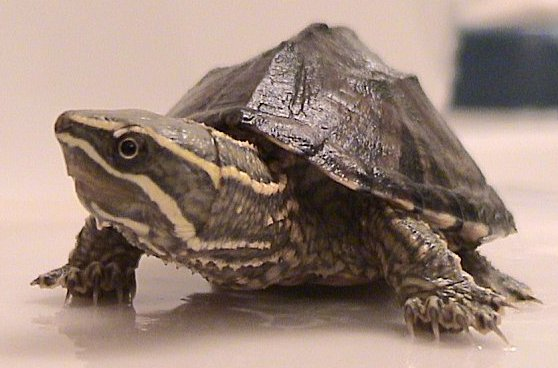
Обыкновенная мускусная черепаха
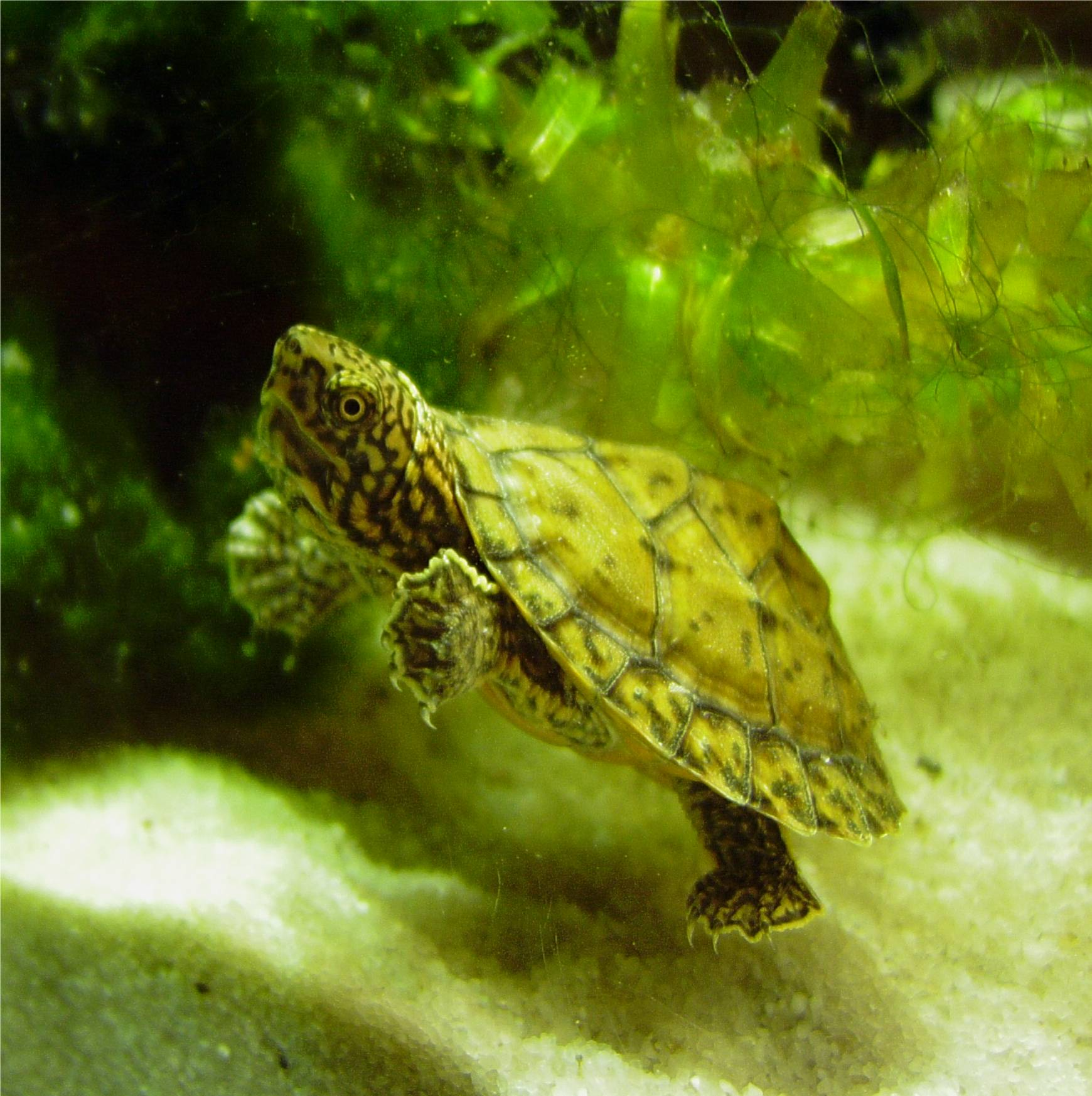
Малая мускусная черепаха
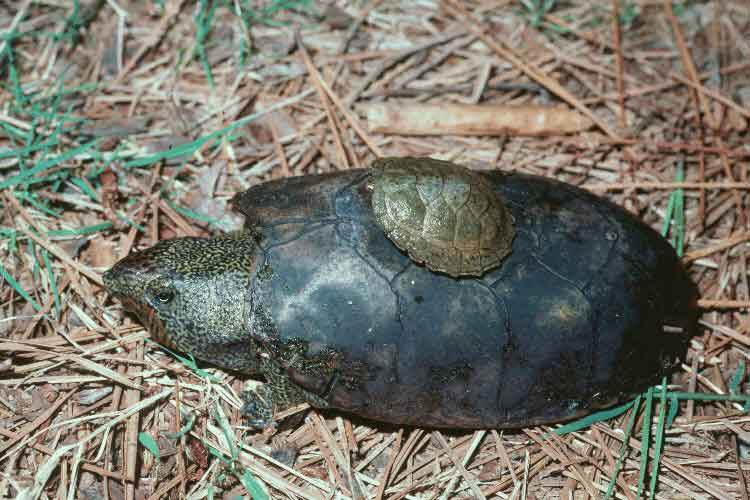
Sternotherus depressus